# ファインケミカル
ファインケミカル（英: fine chemical）とは、純粋に精製された単一の化学物質で、商業的には化学反応により生産され、高度に専門化された用途へ用いられる。
ファインケミカルは、有効成分や特殊な化学薬品やその中間体が分類される。

## 概要
科学技術において標準的な反応によって大量生産されるバルクケミカルとの区別は、特殊な用途へ少量が受注生産される点である。非常に多くの種類のファインケミカルが生産され、需要に応じて柔軟に生産される。原子効率は、バルクケミカルほど重視されない。少量を頻繁に変化させる化学反応を伴うため、ファインケミカルの製造はより高価なものとなり、多くの廃棄物を生成し、高い重量あたりの研究投資が必要とされる。それにもかかわらず、ファインケミカルは研究室内で生産される研究用の化学薬品と異なり、産業用の量が生産される。
新しい薬が、発売により医薬品やそれらの中間体における化学の本質は、ファインケミカル同様に少量生産になる。生理活性物質の材料は工場で分離され、粉末になり、不活性な顔料、溶媒、賦形剤と共に錠剤に成型される。医薬品や中間体のファインケミカルの製造において、作業標準の厳格な準拠が必要で、尚且つ、（アメリカでは）特にアメリカ食品医薬品局 (FDA) の食品医薬品当局によって監督される。
特殊な化学薬品は技術的な用途へ生産される。インク、性能向上添加剤、特殊塗料や写真化学材料はその一例である。一般的な化学品が重量あたりの値段がつけられているのに対して、ファインケミカルはその特性に応じた効能に対して値段がつけられている。
単位重量あたりの値段が金よりも高価なファインケミカルもある。特定の用途への特殊な化学薬品は市場による競争原理が働きにくいため、製造会社の利益率は相対的に高くなる。